# Amyand David Buckingham
Pour les articles homonymes, voir Buckingham.
Cet article possède un paronyme, voir David Buckingham.
Amyand David Buckingham (28 janvier 1930 - 4 février 2021) né à Pymble, Sydney, Nouvelle-Galles du Sud, Australie est un chimiste, avec une expertise principale en physique chimique ,,.

## Biographie et carrière
David Buckingham obtient un baccalauréat ès sciences et une maîtrise ès sciences, sous la direction du professeur Raymond Le Fevre  de l'Université de Sydney et un doctorat de l'Université de Cambridge sous la direction de John Pople . Il est titulaire d'une bourse de l'exposition de 1851 au laboratoire de chimie physique de l'Université d'Oxford de 1955 à 1957, maître de conférences puis Fellow à Christ Church, Oxford de 1955 à 1965 et maître de conférences universitaire au laboratoire de chimie inorganique de 1958 à 1965. Il est professeur de chimie théorique à l'Université de Bristol de 1965 à 1969. Il est nommé professeur de chimie à l'Université de Cambridge en 1969.
Il est élu membre de la Royal Society en 1975 , membre de l'American Physical Society en 1986 et associé étranger de l'Académie nationale des sciences des États-Unis en 1992. Il est membre de l'Académie internationale des sciences moléculaires quantiques . Buckingham est élu à l'Académie australienne des sciences en 2008 en tant que correspondant correspondant.
Il reçoit le premier prix Ahmed Zewail  en sciences moléculaires pour ses contributions pionnières aux sciences moléculaires en 2006. Il remporte la médaille et le prix Harrie Massey en 1995.
Il dispute également 10 matchs de cricket de première classe pour l'Université de Cambridge et les Free Foresters entre 1955 et 1960, marquant 349 points dont deux demi-siècles à une moyenne de 18,36 . Il est président du Cambridge University Cricket Club entre 1990 et 2009 .
Le professeur Buckingham termine sa carrière en tant que professeur émérite de chimie à l'Université de Cambridge, Royaume-Uni et membre émérite au Pembroke College, Cambridge.
Il est décédé sept jours après son 91e anniversaire.

## Contributions scientifiques
Les recherches du professeur Buckingham se concentrent sur la mesure et la compréhension des propriétés électriques, magnétiques et optiques des molécules; ainsi que sur la théorie des forces intermoléculaires.
Au départ, il travaille sur les propriétés diélectriques des liquides, telles que les moments dipolaires des molécules dans les phases de solution et de gaz. Il développe la théorie de l'interaction des molécules dans les liquides et les gaz avec les champs électriques et magnétiques externes. En 1959, il propose une méthode directe de mesure des moments moléculaires quadripolaires des molécules (mesurés en buckinghams)  qu'il démontre expérimentalement en 1963 sur la molécule de dioxyde de carbone . En 1960, il développe des théories des effets des solvants sur les spectres de résonance magnétique nucléaire (RMN) et les spectres vibrationnels des molécules ,. En 1962, il étudie l'effet sur les spectres RMN de l'orientation moléculaire dans un fort champ électrique et développe une méthode pour déterminer le signe absolu de la constante de couplage spin-spin . En 1968, il détermine les premières valeurs précises de l'hyperpolarisabilité en utilisant l'effet Kerr . En 1971, Buckingham et Laurence Barron lancent l'étude de l'activité optique Raman, en raison des différences dans la diffusion Raman de la lumière polarisée à gauche et à droite par les molécules chirales .
Dans les années 1980, il montre l'importance des forces intermoléculaires à longue portée dans la détermination de la structure et des propriétés des agrégats de petites molécules, avec des applications particulières dans les macromolécules biologiques. En 1990, il prédit l'effet linéaire d'un champ électrique sur la réflexion de la lumière aux interfaces . En 1995, il prouve que la somme des forces de rotation de toutes les transitions vibrationnelles à partir de l'état fondamental d'une molécule chirale est nulle .